# Chengdu Shishi Zhongxue

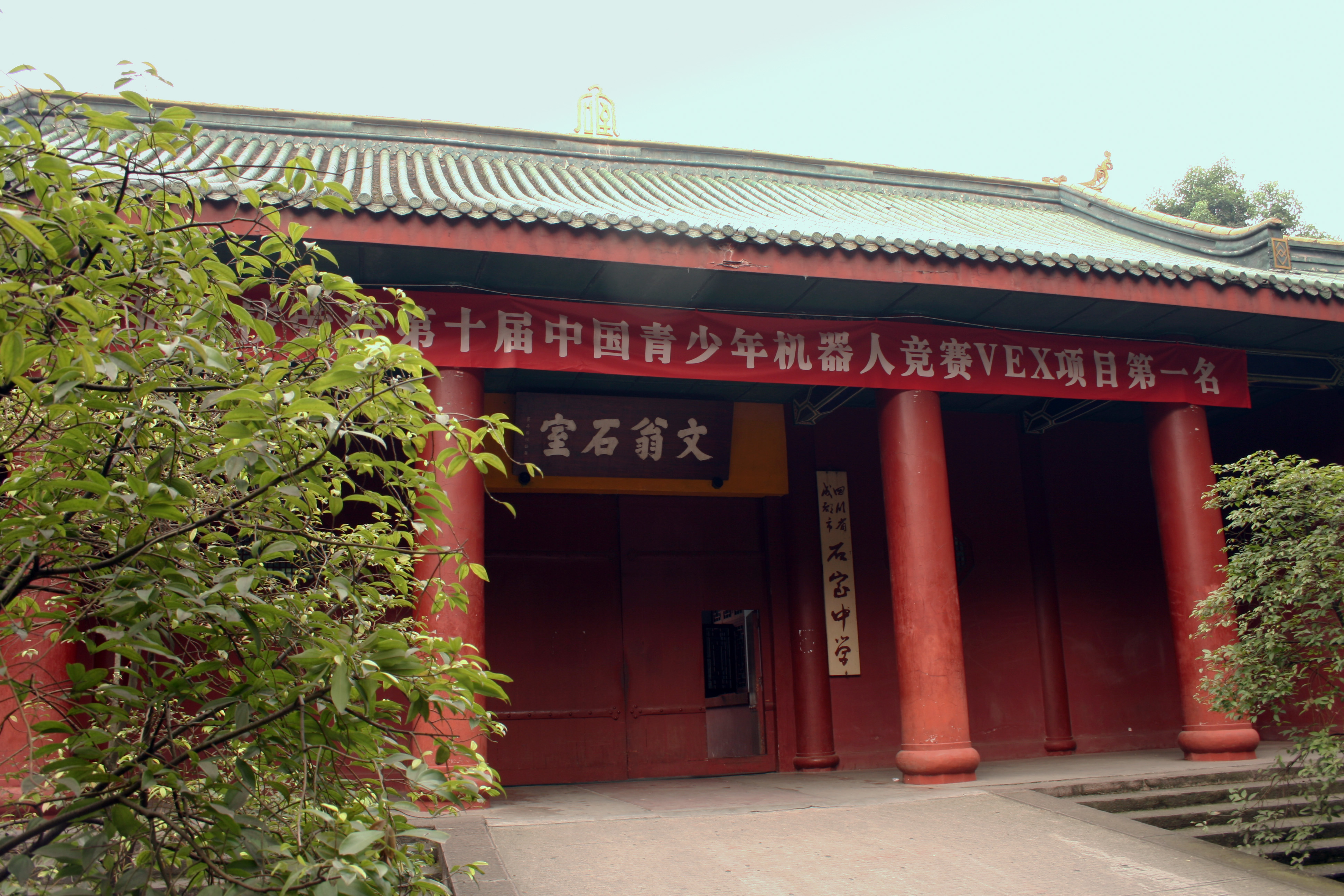
Chengdu Shishi Zhongxue

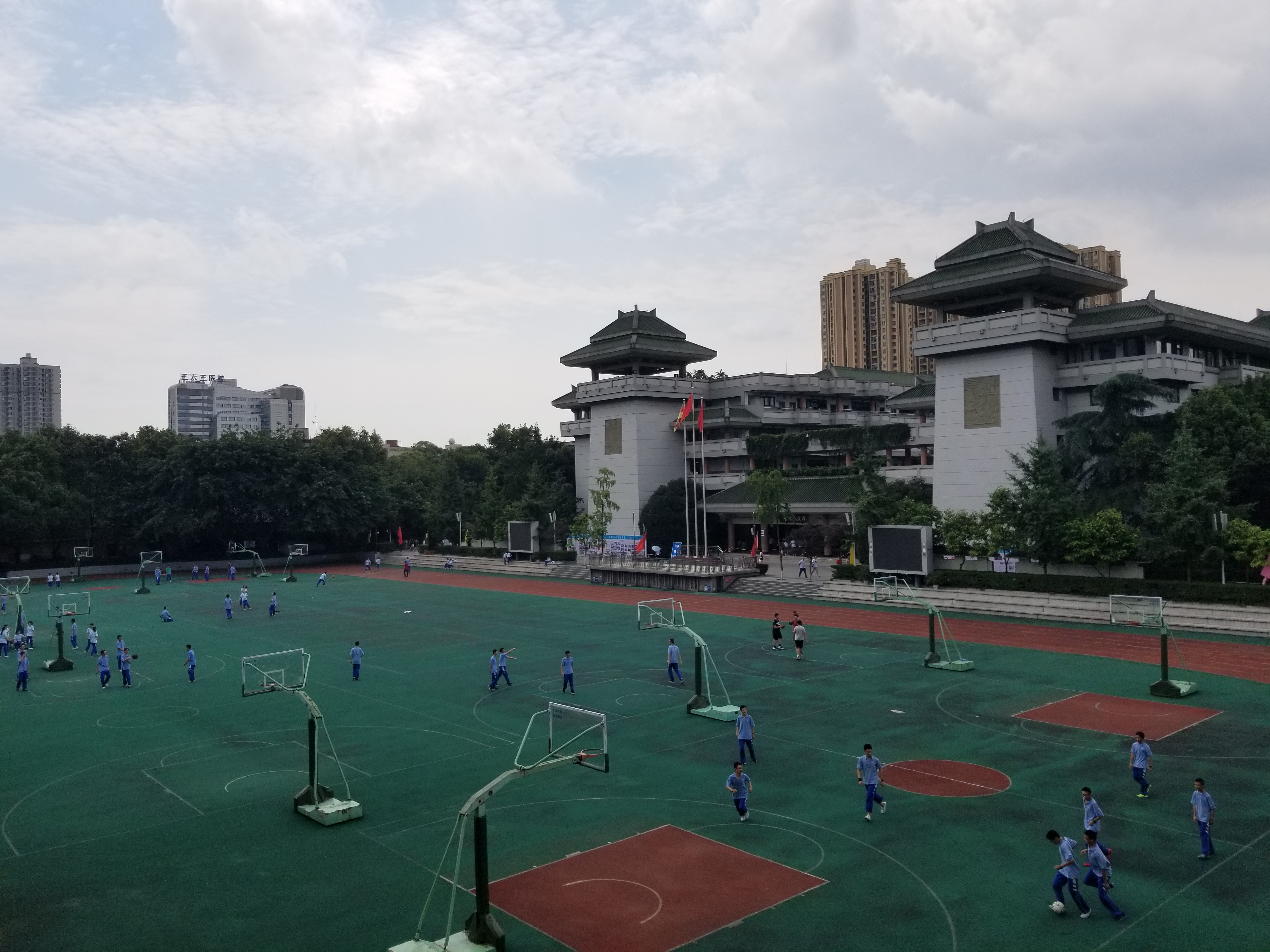
Schulcampus

Die Chengdu Shishi Zhongxue (chinesisch 成都石室中學 / 成都石室中学, Pinyin Chéngdū Shíshì Zhōngxué, englisch Chengdu Shishi High School) ist die älteste weiterführende Schule der Welt. Sie befindet sich in Chengdu, Provinz Sichuan, Volksrepublik China und wurde zwischen 143 und 141 v. Chr. von Wen Weng gegründet. In der Zeit während der Han-Dynastie beherbergte sie eine konfuzianistische Schule. Das chinesische Shishi (石室) bedeutet Steinhaus und deutet auf die Besonderheit der Schule hin, aus Stein gebaut zu sein. 
Die Schule wurde mehrmals neu errichtet und umbenannt. Sie ist eine der bedeutendsten Schulen Chinas.
Siehe auch: Guo Moruo